# Torneio Experimental da China
O Torneio Experimental da China de 1988, foi o primeiro torneio oficial de futebol entre seleções femininas organizado pela FIFA. Ocorreu na China entre de 1.° e 12 de junho de 1988. Este torneio teve como objetivo principal avaliar a viabilidade de realizar uma Copa do Mundo FIFA de Futebol Feminino em escala global.
Esse evento foi um marco significativo e a resposta foi positiva para em 30 de junho daquele ano a FIFA aprovar a criação de uma Copa do Mundo Feminina que aconteceria oficialmente em 1991, também na China.

Poster do Torneio da China 1988

## Precedentes
O torneio de 1988 aconteceu após a realização diversas competições não sancionadas pela FIFA, como diversos torneios continentais desde 1960; a Copa do Mundo Martini & Rossi (1970), realizada na Itália e vencida pela Dinamarca; a Copa do Mundo Martini & Rossi (1971), realizada no México e vencida também pela Dinamarca; o Mundialito de futebol feminino (1981), realizado no Japão e vencido pela Itália; os Mundialitos de 1984, 1985, 1986 e 1988, todos realizados no Japão e vencidos respectivamente por Itália, Inglaterra, Itália e Inglaterra. A estreia do Brasil nesses torneios aconteceu em 1986, representado pelo time do Esporte Clube Radar; e o Torneio Mundial Feminino por Convite (1978, 1981, 1984 e 1987), com participações de seleções e clubes locais, todos realizados em Taiwan e vencidos respectivamente por Reims FF da França dividindo o título com HJK Helsinque da Finlândia, Bergisch Gladbach da Alemanha Ocidental que ganhou os dois seguintes torneios e Seleção da China.

## Equipes
Participaram do torneio 12 seleções nacionais de todos os continentes, todas convidadas pela FIFA: quatro da UEFA, três da AFC, duas da CONCACAF e uma representante da CONMEBOL; CAF e OFC.
| - África (CAF) - Costa do Marfim - Ásia (AFC) - China - Japão - Tailândia - América do Sul (CONMEBOL) - Brasil - Oceania (OFC) - Austrália | - Europa (UEFA) - Tchecoslováquia - Países Baixos - Noruega - Suécia - Américas do Norte, Central e Caribe (CONCACAF) - Canadá - Estados Unidos |

O sorteio dividiu as equipes em 3 grupos com 4 participantes em cada, que se enfrentaram em formato de turno único e por pontos corridos. A classificação determina os seguintes critérios: número de pontos; saldo de gols; gols marcados; gols sofridos; número de vitórias; número de derrotas; sorteio. Primeiros e segundos colocados nos grupos avançaram às quartas e os 2 terceiros melhor classificados completam os times para a fase eliminatória.
Grupo A:
- China
- Canadá
- Holanda
- Costa do Marfim

Grupo B:
- Noruega
- Tailândia
- Austrália
- Brasil

Grupo C:
- Estados Unidos
- Japão
- Suécia
- Tchecoslováquia

Fase de grupos
Grupo A
| Equipe          | Pontos | Jogos | Vitórias | Empates | Derrotas | Gols pró | Gols contra | Saldo de gols |
| --------------- | ------ | ----- | -------- | ------- | -------- | -------- | ----------- | ------------- |
| China           | 6      | 3     | 3        | 0       | 0        | 11       | 1           | +10           |
| Canadá          | 3      | 3     | 1        | 1       | 1        | 7        | 3           | +4            |
| Países Baixos   | 3      | 3     | 1        | 1       | 1        | 4        | 2           | +2            |
| Costa do Marfim | 0      | 3     | 0        | 0       | 3        | 1        | 17          | -16           |

As partidas da anfitriã China aconteceram todas em Guangzhou. Os demais confrontos ocorreram em Foshan.
Confrontos
| 1.° de junho de 1988: |     |                 |
| China                 | 2-0 | Canadá          |
| Holanda               | 3-0 | Costa do Marfim |
| 03 de junho de 1988   |     |                 |
| China                 | 1-0 | Holanda         |
| Canadá                | 6-0 | Costa do Marfim |
| 06 de Junho de 1988   |     |                 |
| China                 | 8-1 | Costa do Marfim |
| Canadá                | 1-1 | Holanda         |

Grupo B
| Equipe    | Pontos | Jogos | Vitórias | Empates | Derrotas | Gols pró | Gols contra | Saldo de gols |
| --------- | ------ | ----- | -------- | ------- | -------- | -------- | ----------- | ------------- |
| Brasil    | 4      | 3     | 2        | 0       | 1        | 11       | 2           | +9            |
| Noruega   | 4      | 3     | 2        | 0       | 1        | 8        | 2           | +6            |
| Austrália | 4      | 3     | 2        | 0       | 1        | 4        | 3           | +1            |
| Tailândia | 0      | 3     | 0        | 0       | 3        | 0        | 16          | -16           |

Todas as partidas aconteceram em Jiangmen.
Confrontos
| 1.° de junho de 1988 |     |           |
| Noruega              | 4-0 | Tailândia |
| Austrália            | 1-0 | Brasil    |
| 03 de junho de 1988  |     |           |
| Brasil               | 2-1 | Noruega   |
| Austrália            | 3-0 | Tailândia |
| 06 de junho de 1988  |     |           |
| Noruega              | 3-0 | Austrália |
| Brasil               | 9-0 | Tailândia |

Grupo C
| Equipe          | Pontos | Jogos | Vitórias | Empates | Derrotas | Gols pró | Gols contra | Saldo de gols |
| --------------- | ------ | ----- | -------- | ------- | -------- | -------- | ----------- | ------------- |
| Suécia          | 5      | 3     | 2        | 1       | 0        | 5        | 1           | +4            |
| Estados Unidos  | 4      | 3     | 1        | 2       | 0        | 6        | 3           | +3            |
| Tchecoslováquia | 3      | 3     | 1        | 1       | 1        | 2        | 2           | 0             |
| Japão           | 0      | 3     | 0        | 0       | 3        | 3        | 10          | -7            |

Todas as partidas aconteceram em Panyu.
Confrontos
| 1.° de junho de 1988 |     |                 |
| Estados Unidos       | 5-2 | Japão           |
| Suécia               | 1-0 | Tchecoslováquia |
| 03 de Junho de 1988  |     |                 |
| Suécia               | 1-1 | Estados Unidos  |
| Tchecoslováquia      | 2-1 | Japão           |
| 06 de junho de 1988  |     |                 |
| Tchecoslováquia      | 0-0 | Estados Unidos  |
| Suécia               | 3-0 | Japão           |

### Classificação dos terceiros colocados nos grupos
| Equipe          | Pontos | Jogos | Vitórias | Empates | Derrotas | Gols pró | Gols contra | Saldo de gols |
| --------------- | ------ | ----- | -------- | ------- | -------- | -------- | ----------- | ------------- |
| Austrália       | 4      | 3     | 2        | 0       | 1        | 4        | 3           | +1            |
| Países Baixos   | 3      | 3     | 1        | 1       | 1        | 4        | 2           | +2            |
| Tchecoslováquia | 3      | 3     | 1        | 1       | 1        | 2        | 2           | 0             |

## Fase final
Chaveamento
|  | Quartas de final        | Quartas de final        |                         |       | Semifinais     | Semifinais     |  |  | Final                   | Final |
|  |                         |                         |                         |       |                |                |  |  |                         |       |
|  | 08 de junho — Guangzhou |                         |                         |       |                |                |  |  |                         |       |
|  |                         |                         |                         |       |                |                |  |  |                         |       |
|  | Suécia                  | 1                       |                         |       |                |                |  |  |                         |       |
|  | Suécia                  | 1                       | 10 de junho — Panyu     |       |                |                |  |  |                         |       |
|  | Canadá                  | 0                       |                         |       |                |                |  |  |                         |       |
|  | Canadá                  | 0                       | Suécia                  | 2     |                |                |  |  |                         |       |
|  | 08 de junho — Guangzhou |                         | Suécia                  | 2     |                |                |  |  |                         |       |
|  |                         | China                   | 1                       |       |                |                |  |  |                         |       |
|  | China                   | China                   | 1                       | 7     |                |                |  |  |                         |       |
|  | China                   |                         | 12 de junho — Guangzhou | 7     |                |                |  |  |                         |       |
|  | Austrália               | 0                       |                         |       |                |                |  |  |                         |       |
|  | Austrália               | 0                       | Suécia                  | 0     |                |                |  |  |                         |       |
|  | 08 de junho — Foshan    |                         | Suécia                  | 0     |                |                |  |  |                         |       |
|  |                         | Noruega                 | 1                       |       |                |                |  |  |                         |       |
|  | Brasil                  | Noruega                 | 1                       | 2     |                |                |  |  |                         |       |
|  | Brasil                  | 10 de junho — Guangzhou |                         | 2     |                |                |  |  |                         |       |
|  | Países Baixos           | 1                       |                         |       |                |                |  |  |                         |       |
|  | Países Baixos           | 1                       | Brasil                  | 1     | Terceiro lugar | Terceiro lugar |  |  |                         |       |
|  | 08 de junho — Panyu     |                         | Brasil                  | 1     | Terceiro lugar | Terceiro lugar |  |  |                         |       |
|  |                         | Noruega                 | 2                       |       |                |                |  |  |                         |       |
|  | Estados Unidos          | Noruega                 | 2                       | 0     | Brasil         | 0(0)(4)        |  |  |                         |       |
|  | Estados Unidos          |                         |                         | 0     | Brasil         | 0(0)(4)        |  |  |                         |       |
|  | Noruega                 | 1                       |                         | China | 0(0)(3)        |                |  |  |                         |       |
|  | Noruega                 | 1                       |                         |       | 0(0)(3)        |                |  |  |                         |       |
|  |                         |                         |                         |       |                |                |  |  | 12 de junho — Guangzhou |       |
|  |                         |                         |                         |       |                |                |  |  |                         |       |

A equipe da Noruega, campeã europeia e favorita ao título, perdeu uma invencibilidade de 28 jogos na derrota de 2-1 para o Brasil na fase de grupos. As equipes se reencontraram na fase semifinal e as norueguesas devolveram o placar e avançaram à final para vencerem a Suécia por 1-0, conquistando o título do torneio. O Brasil, enfrentando todos os desafios estruturais da época, realizou a primeira partida internacional oficial da FIFA quando estreou tropeçando por 1-0 contra a Austrália e tinha de ganhar na sequência da favorita Noruega para continuar com chances, o que aconteceu e terminou em primeiro do grupo, mas caiu para a mesma Noruega na semifinal e ficou com a medalha de bronze ao vencer as anfitriãs chinesas em uma disputa de pênaltis, após 0-0 no tempo normal e na prorrogação. Além disso, a Austrália, o Canadá, a Holanda e os Estados Unidos também alcançaram a fase final do torneio, demonstrando o crescente interesse e competitividade no futebol feminino e demonstrando que seriam no futuro, junto com o Japão e a Alemanha, as grandes forças da modalidade nas próximas competições.
No total, foram disputados 26 jogos e anotados 81 gols, uma média de 3,115 gols por partida. Quanto ao público, a Federação Internacional de Futebol (FIFA) estima que 375.780 pessoas assistiram aos jogos. As partidas tiveram duração de 80 min, pois se argumentava que o corpo feminino era mais propenso ao desgaste físico. 18 dias depois, em 30 de junho, a FIFA anunciou a realização da I Copa do Mundo Feminina também na China para 1991.

## Classificação final
1. Noruega
2. Suécia
3. Brasil
4. China
5. Estados Unidos
6. Austrália
7. Canadá
8. Países Baixos
9. Tchecoslováquia
10. Japão
11. Costa do Marfim
12. Tailândia

## Seleção do torneio
Eleitas pela imprensa chnesa.
Goleiras
- Elisabeth Leidinge

Defensoras
- Liv Strædet
- Marie Karlsson
- Heidi Støre
- Eva Zeikfalvy

Meias
- Roseli de Belo
- Linda Medalen
- Carin Jennings
- Sun Qingmei

Atacantes
- Lucilene Cebola
- Ellen Scheel Aalbu

## Seleção Brasileira
As integrantes da primeira seleção brasileira feminina convocadas para compor a equipe brasileira em 1988 foram:
- Goleiras
  - Lica Laurentino
  - Simone Carneiro
- Laterais
  - Marisa Pires Nogueira
  - Rosilane Fanta
  - Suzana Cavalheiro
- Zagueiras
  - Elane Rego
  - Suzy Bittencourt
  - Sandra Duarte
- Meias
  - Lúcia Feitosa
  - Marilza Pelezinha
  - Marcinha Honório
  - Fia Paulista
  - Márcia Russa
  - Sissi Lima
- Atacantes
  - Lucilene Cebola
  - Roseli de Belo
  - Michael Jackson
  - Flordelis Oliveira

A apresentação das jogadoras ocorreu alguns dias antes da viagem para a China durante o intervalo de um Fla-Flu no Maracanã. Tanto durante o treinamento quanto durante a estadia na China houve descaso da Comissão Organizadora com as atletas, que disponibilizou poucos recursos e apoio.

## Resumo da campanha
A equipe brasileira debutou a primeira partida internacional do futebol feminino organizada pela FIFA no primeiro dia do torneio, perdendo para a Austrália por 1-0. Na segunda rodada, as brasileiras surpreenderam e derrotaram a Noruega por 2-1. No jogo final do grupo, contra a Tailândia, o Brasil aplicou a maior goleada da competição por 9-0. Nas quartas de final venceram as holandesas por 2-1, nas semifinais reencontraram a Noruega, mas dessa vez perderam também por 2-1, avançando para disputar a medalha de bronze. O terceiro lugar foi disputado contra a China, anfitriã do torneio e o resultado foi decidido nos pênaltis com o placar de 4-3 a favor do Brasil.